# Лорісал-ду-Кампу
Лорісал-ду-Кампу (порт. Louriçal do Campo; МФА: [ɫo.ɾi.ˈsaɫ du ˈkɐ̃.pu]) — парафія в Португалії, у муніципалітеті Каштелу-Бранку. Розташована в східній частині країни, на теренах історичної португальської провінції Бейра. Входить до складу округу Каштелу-Бранку. За адміністративним поділом, чинним до 1976 року, терени парафії були складовою провінції Нижня Бейра. Належить до Порталегрівсько-Каштелу-Бранківської діоцезії Католицької церкви. Патрон — святий Бенедикт. Площа — 22,3056 км². Населення — 636 ос. (2011). Слабо урбанізований регіон. Густота населення — 28,51 осіб/км²
. Код — 050212.

## Населення
| Кількість мешканців | Кількість мешканців | Кількість мешканців | Кількість мешканців | Кількість мешканців | Кількість мешканців | Кількість мешканців | Кількість мешканців | Кількість мешканців | Кількість мешканців | Кількість мешканців | Кількість мешканців | Кількість мешканців | Кількість мешканців | Кількість мешканців |
| ------------------- | ------------------- | ------------------- | ------------------- | ------------------- | ------------------- | ------------------- | ------------------- | ------------------- | ------------------- | ------------------- | ------------------- | ------------------- | ------------------- | ------------------- |
| 1864                | 1878                | 1890                | 1900                | 1911                | 1920                | 1930                | 1940                | 1950                | 1960                | 1970                | 1981                | 1991                | 2001                | 2011                |
| 879                 | 961                 | 1 390               | 1 637               | 1 362               | 1 462               | 1 807               | 1 957               | 2 286               | 1 608               | 1 634               | 1 138               | 887                 | 805                 | 636                 |